# Cool, Cool Water
A Cool, Cool Water a The Beach Boys Sunflower című nagylemezének zárószáma, Brian Wilson és Mike Love szerzeménye. A szólóvokált Wilson és Love énekli. 
A dal a Love to Say Dada című szerzeményen alapul, amely a zenekar befejezetlen Smile albumának egyik szintén befejezetlen szerzeménye. A Cool, Cool Water-t először az 1967-es Smiley Smile és Wild Honey albumok ülésén próbálták meg eljátszani, de ekkor még félretették. Lerry Waronker hangmérnök javaslatára végül a Sunflower album felvételeinél újra elővették.

## Részletek
- Szerzők: Brian Wilson/Mike Love
- Album: Sunflower
- Hossz: 5:03 (az album verzió), 3:22 (a kislemez verzió)
- Producer: The Beach Boys
- Felvételek: 1967. október – 1970. július, Beach Boys Studios, Los Angeles
- Kislemez: 1971. március

### Zenészek
- Brian Wilson: szólóvokál, háttérvokál, zongora, orgona, Moog-effektek, csettintések
- Mike Love: szólóvokál, háttérvokál, csettintések
- Alan Jardine: háttérvokál, gitár, csettintések
- Carl Wilson: háttérvokál, gitár, basszusgitár, csettintések
- Dennis Wilson: háttérvokál, tom-tom, bongo, csettintések
- Bruce Johnston: háttérvokál, csettintések
- Stephen Desper: Moog basszus, Moog wave effektek, Moog programozás
- Paul Beaver: Moog programozás
- Bernard Krause: Moog programozás

## Külső hivatkozások
- Cool, Cool Water a YouTube-on